# Línea 210 (Santiago de Chile)
La Línea 210 de Red (anteriormente llamado Transantiago) une Estación Central con Plaza Puente Alto o Av. México, avanzando por la Avenida Libertador Bernardo O'Higgins, Avenida Vicuña Mackenna y Avenida Concha y Toro o Av. México. Este recorrido atraviesa las principales vías de conexión entre Estación Central y Puente Alto. 
Anteriormente formo parte de la UN 2 de Red, operada por Subus Chile, correspondiéndole el color azul a sus buses. Actualmente forma parte de la UN 17 de Red ahora es operado por Conecta Mobility S.A. 

## Flota
El 210 operaba desde el inicio del sistema con buses de chasis Volvo, entre los cuales se cuenta el articulado B9-SALF, de 18,5 metros de largo y con capacidad de 160 personas aproximadamente. También figuraba en su flota el bus rígido de chasis Volvo B7R-LE, de 12 metros con capacidad cercana a las 90 personas. Todos estos buses eran carrozados por Caio Induscar y Marcopolo, con el modelo Mondego L (rígido), Mondego LA (articulado) y Gran Viale (rígido).
Hoy en día, desde 2021, su flota posee los buses de chasis Volvo B8RLEA en su versión articulada, así como el bus rigido de chasis Volvo B8RLE. Estos buses mencionados son carrozados por Marcopolo, con los modelos Gran Viale BRT(articulados) y Torino(rigidos).

## Historia
La 210 inició sus operaciones junto con el plan Transantiago en febrero de 2007. En ese instante, operaba con buses estándar y "enchulados", la mayoría heredados de empresas de micros amarillas que fueron adquiridos por la empresa por falta de flota.
En el inicio del plan, el recorrido llegaba hasta Metro Quinta Normal, en el sector de Matucana con avenida Libertador Bernardo O'Higgins. Los problemas de cobertura de las primeras semanas del Transantiago, y la necesidad de operar desde un terminal establecido y no desde la vía pública, causaron que en menos de tres meses, el 210 fuera extendido hacia Estación Central.

## Trazado

### 210 Estación Central - P. Puente Alto
| - Comuna de Estación Central - General Amengual - Av. 5 de Abril - Con-Con - Comuna de Santiago - Av. Libertador Bernardo O'Higgins - Doctor Ramón Corvalan - Baron Pierre de Coubertin - Av. Vicuña Mackenna - Comuna de San Joaquín y La Florida - Av. Vicuña Mackenna - Comuna de Puente Alto - Av. Concha y Toro - Arturo Prat | - Comuna de Puente Alto - Balmaceda - Doctor Eduardo Cordero - Av. Concha y Toro - Comuna de La Florida, Macul, Ñuñoa y Providencia - Av. Vicuña Mackenna - Comuna de Santiago - Av. Libertador Bernardo O'Higgins - Comuna de Estación Central - Av. Libertador Bernardo O'Higgins - General Amengual |

210 Estación Central - Av México 

## Puntos de Interés
- Terminal de Buses Sur y Alameda
- Mall Plaza Alameda
- Estación Central y Terminal San Borja
- Barrio Universitario de Santiago
- Metro Los Héroes
- Centro de Santiago
- Metro Baquedano
- Hospital del Trabajador Santiago
- Metro Irarrázaval
- Metro Ñuble
- Mall Florida Center
- Municipalidad de La Florida
- Mall Plaza Vespucio
- Metro Bellavista de La Florida
- Metro Vicente Valdés
- Metro San José de la Estrella
- Hospital Sótero del Río
- Metro Hospital Sótero del Río
- Municipalidad de Puente Alto
- Metro Las Mercedes
- Metro Plaza de Puente Alto

- Datos: Q17620709